# БМК-150М
БМК-150М - буксирно-моторный катер.

Буксирно-моторный катер БМК-150М предназначен для обслуживания понтонных парков, а также для выполнения различных вспомогательных работ.

Катер входил в состав понтонных парков ЛПП, ТПП, ПМП.

## Техническое описание
Катер создан на базе буксирно-моторного катера БМК-150.

На катере установлены два бензиновых двигателя М70-СПЭ-3,5, общей мощностью 124 л. с

БМК-150М отличается от БМК-150 тем, что имеет ниши для колесного хода и «лапы» откидываются назад, а также креплением транспортировочного устройства спереди.

Катер БМК-150 представляет собой легкое двухвинтовое судно. Основными элементами катера являются корпус и механическая установка. 

Кроме того, катер имеет электрооборудование и необходимые устройства.

Корпус катера состоит из поперечного и продольного наборов и обшивки.

Поперечный набор образуется шпангоутами разделяющими корпус на 30 шпаций.

Продольный набор состоит из форштевня, днищевых ребер жесткости, подпалубных карлингсов, скуловых и палубных стрингерных угольников.

Поперечный и продольный наборы изготовлены из профильного и листового дюралюминия.

Обшивка днища и бортов, настил палубы и транец катера выполнены из листового дюралюминия.

Механическая установка катера состоит из двух судовых двигателей, двух реверс-редукторов и валопроводов с гребными винтами. Судовой двигатель М70 СПЭ-3,5 представляет собой автомобильный двигатель, конверсированный для работы в судовых условиях. На катере установлены 4 аккумуляторные батареи типа 3-СТ-70.

Устройства катера.

К устройствам катера относятся:
- рулевое устройство;
- приспособление для толкания;
- якорное устройство;
- швартовное устройство;
- транспортировочное устройство;
- система осушения;
- съемный тент;
- транспортировочный тент.

Транспортировочное устройство состоит из двух подвесок и дышла.

Якорное устройство включает якорь системы Матросова весом 7,4 кг и якорный пеньковый канат.

Приспособления для толкания паромов состоит из дышла, швартовой стойки и шарнирного устройства.

Буксирное устройство включает буксирную стойку, расцепной буксирный гак, буксирные арки и стальной буксирный трос длиной 50 м.
Система осушения состоит из ручного насоса, всасывающего и нагнетательного трубопроводов.

### Технические характеристики
- масса – 3,73 т;
- максимальная осадка – 0,75 м;
- максимальная скорость – 22 км/ч;
- время спуска катера на воду – 4-5 мин;
- скорость толкания 60-т парома ПМП с грузом одним катером – 8,5 км/ч;
- время полного рейса 60-т парома ПМП через препятствие шириной 200-500 м при толкании одним катером – 23-25 мин;
- время полного рейса 60-т парома ПМП через препятствие шириной 200-500 м при толкании двумя катерами – 15-20 мин;
- экипаж – 2 чел;
- переправляемый десант – 35 человек.

- двигатель - 2× М70-СПЭ-3,5;
- общая мощность двигателей - 124 л. с.;
- максимальное допускаемое число оборотов двигателя при свободном ходе - 3100-3175 об/мин;
- расход топлива при работе обоих двигателей на максимальной мощности -  47 л/час;
- ёмкость бензобаков - 300 л;
- запас хода по топливу (при работе обоих двигателей) - 6 час.